# Common
Lonnie Rashid Lynn, Jr. (Chicago, Illinois, 1972. március 13. –) Common (korábban Common Sense) színpadi nevén ismert Oscar-, Emmy- és Grammy-díjas amerikai rapper, színész és forgatókönyvíró. 1992-ben debütált az Can I Borrow a Dollar? zenei albummal, később kritikai elismerést kapott az 1994-es Resurrection című albumáért.

## Fiatalkora
Common 1972. március 13-án született a Chicago Hyde Park szomszédságában található Chicagó-i Osteopathic Kórházban. A Calumet Heights környéken nevelkedett. Lynn szülei hatéves korában elváltak, és apja a coloradoi Denverbe költözött.

## Filmográfia

### Film
| Év   | Magyar cím                            | Eredeti cím                           | Szerep                     | Magyar hang         |
| ---- | ------------------------------------- | ------------------------------------- | -------------------------- | ------------------- |
| 2002 | Hip-hop szerelem                      | Brown Sugar                           | önmaga (cameo)             |                     |
| 2006 | Dave Chappelle koncert                | Dave Chappelle's Block Party          | Corant Jaman Shuka (cameo) |                     |
| 2006 | Füstölgő ászok                        | Smokin' Aces                          | 'Sir Ivy'                  | Barabás Kiss Zoltán |
| 2007 | Amerikai gengszter                    | American Gangster                     | Turner Lucas               | Viczián Ottó        |
| 2008 | Az utca királyai                      | Street Kings                          | imposztor                  | Barabás Kiss Zoltán |
| 2008 | Wanted                                | Wanted                                | Stukker                    | Kálid Artúr         |
| 2009 | Terminátor: Megváltás                 | Terminator Salvation                  | Barnes                     | Barabás Kiss Zoltán |
| 2010 | Párterápia                            | Date Night                            | Collins nyomozó            | Maday Gábor         |
| 2010 | Terápiás szerelem                     | Just Wright                           | Scott McKnight             | Király Attila       |
| 2010 |                                       | Bouncing Cats                         | önmaga (narrátor hangja)   |                     |
| 2011 | Táncoló talpak 2.                     | Happy Feet Two                        | Seymour                    | Kálid Artúr         |
| 2011 | Szilveszter éjjel                     | New Year's Eve                        | katona (cameo)             | Welker Gábor        |
| 2012 | LUV                                   | LUV                                   | Vincent bácsi              |                     |
| 2012 | Timothy Green különös élete           | The Odd Life of Timothy Green         | Cal edző                   | Papp Dániel         |
| 2013 | Movie 43: Botrányfilm ("A csúcspont") | Movie 43                              | Bob Mone                   | Kálid Artúr         |
| 2013 | Szemfényvesztők                       | Now You See Me                        | Evans ügynök               | Király Attila       |
| 2013 |                                       | Pawn                                  | Jeff Porter rendőrtiszt    |                     |
| 2014 |                                       | X/Y                                   | Jason                      |                     |
| 2014 |                                       | Every Secret Thing                    | Devlin Hatch               |                     |
| 2014 | Selma                                 | Selma                                 | James Bevel                |                     |
| 2015 | Éjszakai hajsza                       | Run All Night                         | Andrew Price               | Barabás Kiss Zoltán |
| 2015 |                                       | Unity                                 | narrátor (hangja)          |                     |
| 2015 |                                       | Being Charlie                         | Travis                     |                     |
| 2016 | Birkanyírás 3.                        | Barbershop: The Next Cut              | Rashad                     | Varga Rókus         |
| 2016 | Suicide Squad – Öngyilkos osztag      | Suicide Squad                         | 'Monster T'                | Schneider Zoltán    |
| 2017 | John Wick: 2. felvonás                | John Wick: Chapter 2                  | Cassian                    | Varga Gábor         |
| 2017 | A nagy esemény                        | A Happening of Monumental Proportions | Daniel Crawford            |                     |
| 2017 |                                       | Love Beats Rhymes                     | Coltrane                   |                     |
| 2017 | Megan Leavey                          | Megan Leavey                          | 'Gunny' Martin             | Galambos Péter      |
| 2017 | Csajtúra                              | Girls Trip                            | önmaga                     |                     |
| 2018 | A történet                            | The Tale                              | Martin                     | Sarádi Zsolt        |
| 2018 | Ocean’s 8 – Az évszázad átverése      | Ocean's 8                             | önmaga                     | Barabás Kiss Zoltán |
| 2018 | Itt és most                           | Here and Now                          | Ben                        |                     |
| 2018 |                                       | All About Nina                        | Rafe Hines                 |                     |
| 2018 | A gyűlölet, amit adtál                | The Hate U Give                       | Carlos Carter              | Zöld Csaba          |
| 2018 |                                       | Saint Judy                            | Benjamin Adebayo           |                     |
| 2018 | Apróláb                               | Smallfoot                             | Kőőrző (hangja)            | Kálid Artúr         |
| 2018 | A Hunter Killer küldetés              | Hunter Killer                         | John Fisk tengernagy       | Bognár Tamás        |
| 2019 | A bűn királynői                       | The Kitchen                           | Gary Silvers FBI ügynök    | Kálid Artúr         |
| 2019 | A lengyel spicli                      | The Informer                          | Edward Grens               | Barabás Kiss Zoltán |
| 2020 | Ava                                   | Ava                                   | Michael                    | Kálid Artúr         |
| 2022 |                                       | Alice                                 | Frank                      |                     |
| 2023 | Bolondok paradicsoma                  | Fool’s Paradise                       | Lonnie Richards            | Barabás Kiss Zoltán |
| 2024 | Lélegezz                              | Breathe                               | Darius                     | Papucsek Vilmos     |

### Televízió
| Év        | Magyar cím                        | Eredeti cím                    | Szerep                 | Megjegyzések                                            |
| --------- | --------------------------------- | ------------------------------ | ---------------------- | ------------------------------------------------------- |
| 1997      |                                   | Crook & Chase                  | önmaga                 | 1 epizód                                                |
| 2000      |                                   | The Lyricist Lounge Show       | önmaga                 | televíziós sorozat                                      |
| 2001      |                                   | Soul Train                     | önmaga                 | 1 epizód                                                |
| 2003      | Csajok                            | Girlfriends                    | Omar                   | 1 epizód                                                |
| 2003–2005 |                                   | Def Poetry Jam                 | önmaga                 | visszatérő szerep                                       |
| 2004      |                                   | Chappelle's Show               | önmaga / vendégzenész  | 1 epizód                                                |
| 2004      |                                   | Game Over                      | önmaga (hangja)        | 1 epizód                                                |
| 2004      |                                   | One on One                     | Darius                 | 1 epizód                                                |
| 2004      | Dokik                             | Scrubs                         | önmaga                 | 1 epizód                                                |
| 2005      |                                   | Black in the 80s               | önmaga                 | 3 epizód                                                |
| 2005      |                                   | MTV Unplugged                  | önmaga                 | 1 epizód                                                |
| 2005      |                                   | Wild 'n Out                    | önmaga                 | 1 epizód                                                |
| 2005      |                                   | VH1 News Presents              | önmaga                 | 1 epizód                                                |
| 2005      |                                   | Driven                         | önmaga                 | 1 epizód                                                |
| 2005      |                                   | $2 Bill                        | önmaga                 | 1 epizód                                                |
| 2007      | Saturday Night Live               | Saturday Night Live            | önmaga                 | 1 epizód                                                |
| 2009–2010 |                                   | The Electric Company           | önmaga                 | 1 epizód                                                |
| 2010      |                                   | American Idol                  | önmaga                 | 1 epizód                                                |
| 2011      |                                   | Single Ladies                  | Howard polgármester    | 1 epizód                                                |
| 2011–2014 | Hell on Wheels – Pokoli vadnyugat | Hell on Wheels                 | Elam Ferguson          | - főszereplő (1–4. évad) - magyar hangja: - Kálid Artúr |
| 2012      |                                   | Bizarre Foods America          | önmaga                 | 1 epizód                                                |
| 2012      | Szezám utca                       | Sesame Street                  | önmaga                 | 1 epizód                                                |
| 2013      |                                   | Real Husbands of Hollywood     | önmaga                 | 1 epizód                                                |
| 2013      |                                   | The Mindy Project              | biztonsági őr          | 1 epizód                                                |
| 2015      | Playback párbaj                   | Lip Sync Battle                | önmaga / versenyző     | 1 epizód                                                |
| 2015      |                                   | Knock Knock Live               | önmaga                 | 1 epizód                                                |
| 2015      |                                   | David's Vlog                   | önmaga                 | 1 epizód                                                |
| 2015      |                                   | In Their Own Words             | önmaga                 | 1 epizód                                                |
| 2015      |                                   | The Wiz Live!                  | a kidobó               | különkiadás                                             |
| 2016      |                                   | America Divided                | önmaga                 | 1 epizód                                                |
| 2017      |                                   | American Masters               | önmaga                 | 1 epizód                                                |
| 2017      | Saturday Night Live               | Saturday Night Live            | önmaga                 | 1 epizód                                                |
| 2017      | A Simpson család                  | The Simpsons                   | önmaga (hangja)        | 1 epizód                                                |
| 2017–2019 | Az Oroszlán őrség                 | The Lion Guard                 | Kiburi (hangja)        | visszatérő szerep (2. évad) vendégszerep (3. évad)      |
| 2018–2019 |                                   | The Chi                        | Rafiq                  | visszatérő szerep (1. évad) vendégszerep (2. évad)      |
| 2019      |                                   | Sherman's Showcase             | Henry                  | 1 epizód                                                |
| 2020      | Fraggle Rock: Zúzz tovább!        | Fraggle Rock: Rock On!         | önmaga                 | visszatérő szerep                                       |
| 2020      |                                   | Home Movie: The Princess Bride | Westley                | 1 epizód                                                |
| 2021      | Én még sosem...                   | Never Have I Ever              | Dr. Chris Jackson      | visszatérő szerep (2. évad)                             |
| 2022      |                                   | Storybots: Answer Time         | Mr. Wonderful (hangja) | 1 epizód                                                |
| 2023–     | A siló                            | Silo                           | Robert Sims            | főszereplő                                              |